# 腓特烈·奧古斯特 (符騰堡-諾因施塔特)
腓特烈·奧古斯特（德語：Friedrich August，1654年3月12日—1716年8月6日），符騰堡-諾因施塔特公爵，腓特烈與克拉拉·奧古斯塔之子。

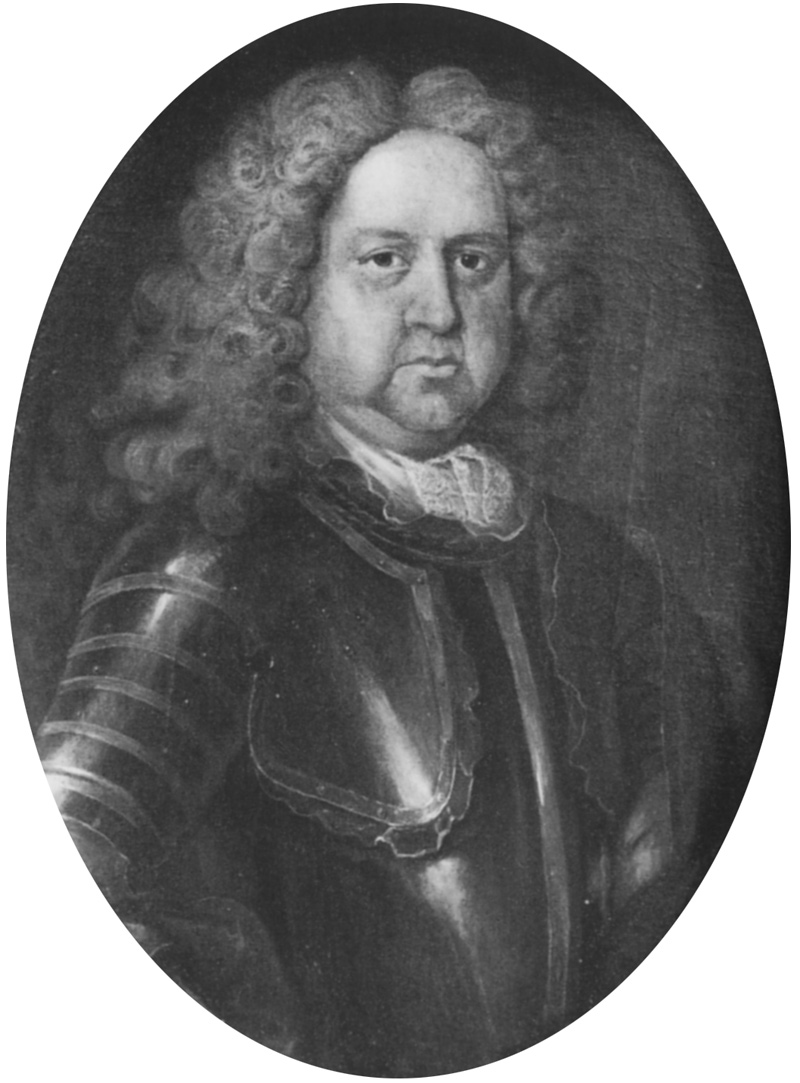

1679年，腓特烈·奧古斯特與阿爾貝汀·索菲·埃斯特（Albertine Sophie Esther）結婚，兩人共有三個女兒：
1. 奧古斯塔·索菲（1691年—1743年）
2. 艾蕾諾爾·夏洛特（1694年—1751年）
3. 弗蕾德里克（英语：Frederica of Württemberg (1699-1781)）（1699年—1781年）